# Edna Foster
Edna Foster (Boston, 7 aprile 1900 – ...) è stata un'attrice statunitense, attiva come attrice bambina nel cinema muto dal 1911 al 1915 (tra gli 11 e i 15 anni d'età) come interprete e protagonista in numerosi film di David W. Griffith.

## Biografia
Edna Chapman Foster nacque a Boston, Massachusetts, nel 1900. Seguendo un apprendistato condiviso da molti altri attori bambini del tempo, Edna iniziò giovanissima la sua carriera nel vaudeville in coppia con la sorella Flora Foster (nata, sempre a Boston, il 4 marzo 1898, di due anni maggiore di lei), per giungere quindi al cinema a undici anni, nel 1911. Il debutto in una piccola parte in Bobby, the Coward (1911) la pose subito all'attenzione del regista David W. Griffith, il quale le affiderà negli anni seguenti numerosi ruoli da protagonista.
Secondo le accettate convenzioni dell'epoca, era comune che in teatro e al cinema ad attrici bambine (da Marie Eline a Violet Radcliffe) si offrissero indifferentemente parti di bambina e di bambino. Il caso di Edna fu tuttavia singolare, in quanto le vennero affidate non solo pressoché esclusivamente parti maschili, ma la Biograph costruì su di lei un personaggio di bambino, "Billy", ripetuto in diverse pellicole. Fu il  primo caso, nella storia del cinema, in cui un personaggio maschile venne creato basandosi su un'interprete femminile. La Biograph nascose la vera identità dell'attrice e a lungo anche sulla stampa ci si riferì a "Billy" come a un attore bambino.
La sorella Flora Foster fu presente solo in alcune pellicole. La sua più significativa interpretazione resta quella d'esordio, nella quale, impiegata anch'essa in un ruolo di bambino, interpretò nel 1911 il primo David Copperfield della storia del cinema.
Un'intervista alle due sorelle pubblicata nel luglio 1914 sulla rivista Motography, rivelò che i due "ragazzi della Biograph" ("Billy e Flora") erano in realtà due ragazze ("Biograph Kids Are Wonderful Girls"). Al giornalista le due sorelle (allora di 16 e 14 anni) apparvero dimostrare entrambe molto meno delle loro età. La star (o "the boss") era chiaramente "Billy" (Edna), che rivelò una personalità forte, in linea con il suo personaggio, affermando di preferire ruoli da ragazzo e di non essere diversa nella vita. Dopo la scuola, le piaceva mischiarsi ai ragazzi del quartiere e giocare con loro a baseball e rugby. Era lei ad aver scelto il nome di "Billy" per il personaggio maschile che interpretava sullo schermo e con orgoglio affermò che "da allora Billy è divenuto il soprannome con la quale tutti comunemente mi chiamano". Mostrò con soddisfazione i propri muscoli dell'avambraccio a dimostrazione della propria forza. Flora confermò che la sorella "si comporta proprio come un ragazzo" ("she really is just like a boy"), mentre a lei piaceva cucire e cantare. Anche Flora si rivolse a Edna come "Billy" e rivelò di aver interpretato il ruolo maschile di David Copperfield, originariamente destinato a Edna, solo perché "a Billy non piacciono le storie tristi".
Flora Foster morì poco dopo la pubblicazione dell'intervista, il 21 settembre 1914, a Chicago. Edna si ritirò non ancora quindicenne dalla scene; sulla sua vita da allora non si hanno altre informazioni.

## Riconoscimenti
- Young Hollywood Hall of Fame (1908-1919)

## Filmografia
- Bobby, the Coward, regia di David W. Griffith (1911)
- A Country Cupid, regia di David W. Griffith (1911)
- The Ruling Passion, regia di David W. Griffith (1911)
- The Old Confectioner's Mistake, regia di David W. Griffith (1911)
- The Adventures of Billy, regia di David W. Griffith (1911)
- The Long Road, regia di David W. Griffith (1911)
- The Battle, regia di David W. Griffith (1911)
- As in a Looking Glass, regia di David W. Griffith (1911)
- A Terrible Discovery, regia di David W. Griffith (1911)
- The Baby and the Stork, regia di David W. Griffith (1912)
- A Tale of the Wilderness, regia di David W. Griffith (1912)
- For His Son, regia di David W. Griffith (1912)
- A Blot on the 'Scutcheon, regia di David W. Griffith (1912)
- The Transformation of Mike, regia di David W. Griffith (1912)
- Billy's Stratagem, regia di David W. Griffith (1912)
- The Sunbeam, regia di David W. Griffith (1912)
- A String of Pearls, regia di David W. Griffith (1912)
- Prince Charming, regia di James Kirkwood e George Loane Tucker (1912)
- The District Attorney's Conscience, regia di James Kirkwood – cortometraggio (1912)
- With the Enemy's Help, regia di Wilfred Lucas (1912)
- A Misappropriated Turkey, regia di David W. Griffith (1913)
- The Little Tease, regia di David W. Griffith (1913)
- Dyed But Not Dead, regia di Edward Dillon (1913)
- Old Coupons, regia di Anthony O'Sullivan (1913)
- A Nest Unfeathered (1914)
- The Escape, regia di David W. Griffith (1914)
- The Ragamuffin, regia di Anthony O'Sullivan (1914)
- Men and Women, regia di James Kirkwood (1914)
- A Poor Relation, regia di Sol Smith Russell (1915)